# Leilah Moreno
Leilah Moreno, nome artístico de Leila Coelho Gonçalves (São José dos Campos, 29 de janeiro de 1987), é atriz, cantora, escritora, roteirista, dubladora, diretora artística, empresária e compositora brasileira, indicada duas vezes ao Grammy Latino. Leilah é cantora oficial da banda do programa Altas Horas desde 2005 e além de ativista e protetora da causa animal, adotou o veganismo como estilo de vida no mesmo ano em que conquistou um laudo com superdotação e teve o diagnóstico de TDAH e TEA aos 25 anos de idade. 

## Biografia
Leilah Moreno iniciou sua carreira desde a infância e ganhou notoriedade na TV ainda na adolescência. 
Natural de São José dos Campos, teve uma infância humilde no interior de São Paulo, onde 5 anos iniciou sua carreira mirim fazendo covers de Michael Jackson em uma trupe de circo Trupe do Rizzo e aos 7 anos entrou para o grupo de samba Grupo Última Hora de sua família, onde cantou até os 11 anos de idade. 
Na infância demonstrava altas habilidades e hiper foco por literatura, artes dramáticas e tudo relacionado ao universo artístico, com altas habilidades de criação e memorização. 
Além do hiper foco pelas artes, também se dedicou desde cedo aos estudos de frequências sonoras, física e mecânica quântica, espiritualidade, ufologia e autoconhecimento. 
Aos 12 anos montou sua banda solo Corpo e Alma e se apresentava em quermesses, festas sociais e eventos bairristas. 
Aos 13 anos conquistou precocemente a carteira profissional de Músico do Brasil (OMB) e se tornou uma das artistas mais jovens do país a exercer a profissão assegurada pela organização nacional. 
Por ser menor de idade precisou de autorização especial para se tornar cantora de bandas de baile locais (Banda Tropiku´s, Banda Questão de Estilo e Banda Gostoso Veneno) onde se apresentava em formaturas, aberturas de shows, festivais e casamentos.
Aos 14 anos passou na Universidade Livre de Música e Arte - Tom Jobim onde cursou 3 anos.
Aos 16 anos participou do quadro "Quem Sabe Canta, Quem Não Sabe Dança" do Programa Raul Gil na Rede Record, onde ficou conhecida nacionalmente e mudou-se definitivamente para São Paulo onde reside até os dias atuais. Em 2002, gravou o CD Meus Segredos pela Warner Music e abriu o show da cantores internacionais, como Gloria Gaynor no palco do Olympia em São Paulo. 
Participou da coletânea "Divas do Brasil" pela EMI de Portugal em 2003 e no mesmo ano foi reconhecida na Europa como uma das 100 maiores vozes do século na categoria "revelação".
Em 2004 lançou o álbum Censurado e o clipe "Vem dançar", que se tornou hit. Foi contratada em 2005 pela Rede Globo para ser uma das vocalistas da banda Altas Horas do programa homônimo do apresentador Serginho Groisman, onde trabalha até os dias atuais, conciliando com sua carreira de atriz e cantora solo.

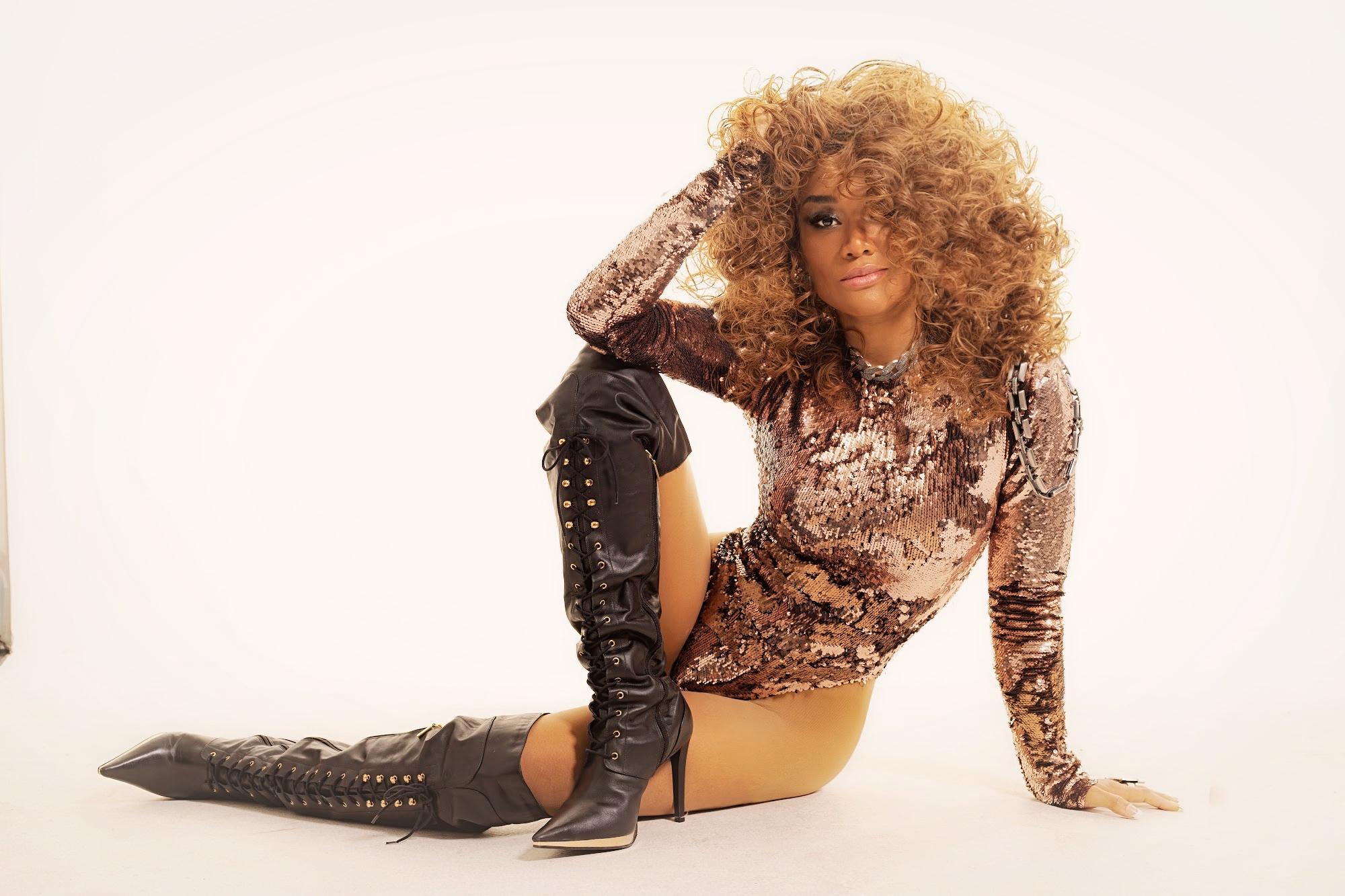
Leilah Moreno

Em fevereiro de 2006, atuou como Barbarah na minissérie TV Globo e no, posterior, longa Antônia de Tata Amaral, produzido pela O2 Filmes de Fernando Meirelles ao lado de Cindy Mendes, Negra Li e Quelynah. No mesmo ano foi contratada para fazer parte do time da gravadora Universal Music e lançou o álbum V.I.P, fazendo sucesso com Levanta a Mão, que fez parte da trilha sonora da telenovela Cobras & Lagartos (2006). 
No mesmo ano, foi indicada ao Grammy Latino nas categorias Revelação do Ano, Álbum Urbano do Ano por VIP e Canção Urbana do Ano por Levanta a Mão.
Em 2007, Leilah foi convidada por Walcyr Carrasco para atuar em sua primeira novela Sete Pecados onde deu vida a arquiteta Nalah. O desempenho de suas personagens se desdobrou numa segunda temporada da série Antônia em outubro de 2007 e 2008.

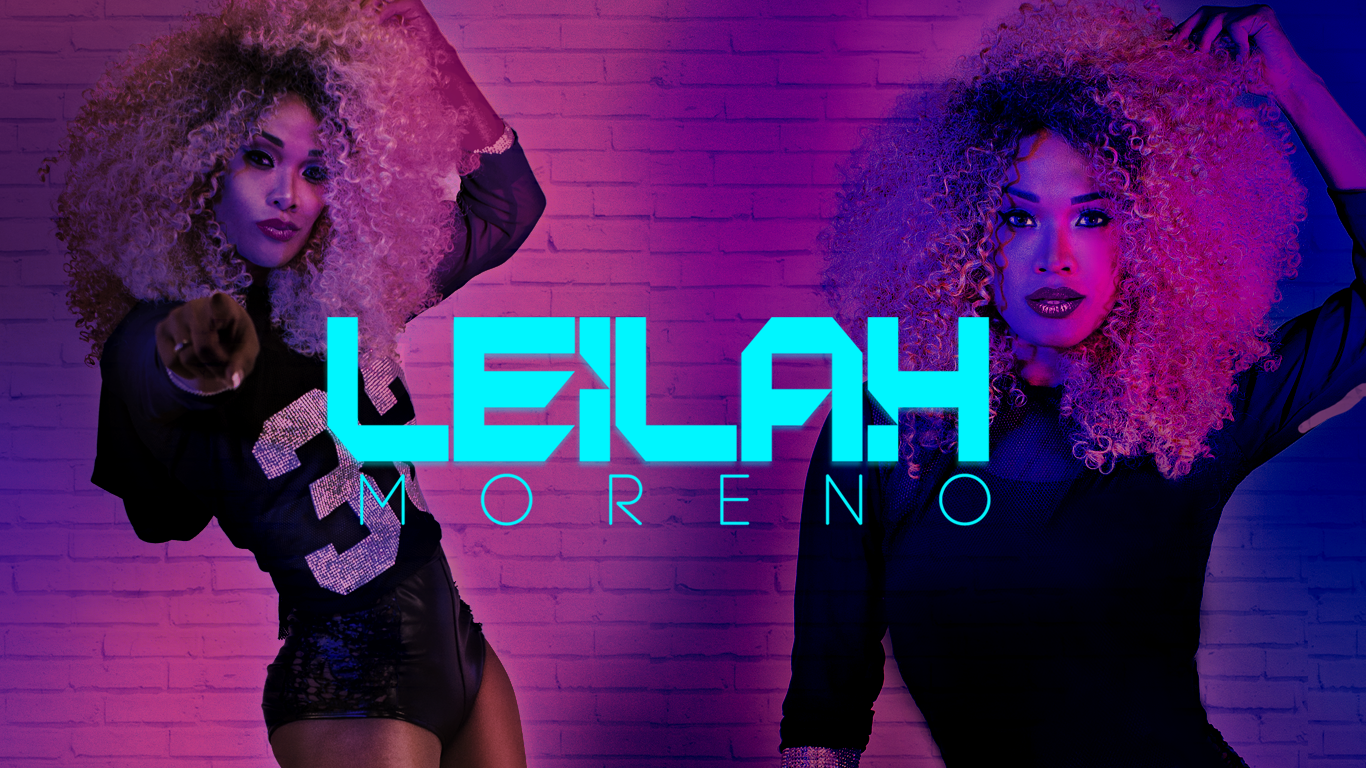

Em 2009, atuou em sua primeira peça de teatro musical chamada Rock Show onde foi dirigida por Wolf Maya e Hudson Glauber. 
No mesmo ano foi selecionada para o elenco do musical "Hairspray", de Miguel Falabella, mas teve que desistir da peça quando foi diagnosticada pela primeira vez com leucemia. O tratamento durou dois meses e Leilah se recuperou tempos depois.
Em 2010 participou de seu segundo longa metragem Quanto Dura o Amor?, dirigido por Carlos Alberto Riccelli. 
Em 2011, filmou seu terceiro longa chamado Onde Está a Felicidade?, atuando ao lado de Gustavo Machado, Danni Carlos com direção de Roberto Moreira. 
No mesmo ano Leilah lançou o single "You're Not Here" em parceria com o produtor e DJ Allan Natal, do qual também fizeram juntos a releitura do clássico hit “Rhythm Is a Dancer”.
Entre o final de 2011 e 2012, Leilah tirou licença do programa Altas Horas para atuar na novela da TV Globo, Aquele Beijo, de Miguel Falabella, como antagonista principal no papel da personagem Grace Kelly.
Em 2012 protagonizou o musical internacional Thriller Live baseado na vida e obra de Michael Jackson. 
No final de 2012 lançou sua turnê inédita Neon/Neon 3D, onde inovou em tecnologia visual e musical onde o público assistia ao show com óculos 3D com interações de LED de vídeos e figurinos iluminados em 3 dimensões. 
No ano de 2015 estrelou o show com banda entitulado Neo Soul Funk, que veio a receber o convite de Sandro Chaim para estrelar o musical Divas em 2016 no Teatro Procópio Ferreira, onde mais tarde também iria protagonizar o espetáculo Tour Du Monde no extinto teatro Paris 6. 
Sua carreira musical entrou em pausa em 2019 para atuar em duas séries de streaming: Sintonia e Pico da Neblina, das plataformas de streaming Netflix e Max.
No período de pandemia, Leilah se mudou para Curitiba, onde se dedicou a roteirização, estudos sobre os povos originários brasileiros (do qual desencadeou um roteiro autoral) e aos estudos de física quântica do qual se especializou em frequência sonora e cimática.
Em 2021 retornou ao Altas Horas novamente participando da banda como cantora oficial, onde segue até os dias atuais.
Em 2022 abriu sua produtora artística DMT Produções e pela Los Bragas deu vida novamente a personagem Kelly na série de streaming Pico da Neblina em sua segunda temporada
Em 2023 deu vida novamente a personagem MC Dondoka na série de streaming Sintonia em sua quarta temporada.
Ainda em 2023, protagonizou nos teatros o musical O Guarda-Costas no papel de Rachel Marron, interpretado nos cinemas pala cantora Whitney Houston.
Ainda em 2023 lançou o espetáculo Tina Doc Show, em homenagem a cantora Tina Turner, onde encarnou a própria nos palcos.
Em 2024 estrelou nos cinemas o papel de Iracema no filme Saudosa Maloca ao lado de Paulo Miklos, Gero Camilo e Gustavo Machado, com direção de Pedro Serrado. 
Em 16 de julho de 2024, Leilah deu vida a Paulette no musical Legalmente Loira no Teatro Claro Mais SP.
Previsto para 2025, Leilah atuará na série Clube SP Lunca, da plataforma Max, onde dará vida a personagem Suellen. 
Em 2025, Leilah Moreno segue preparando seu novo trabalho autoral no universo da música onde mostrará com autoridade sua bagagem artística adquirida ao longo dos anos. 

## Filmografia

### Novelas e Séries
| Ano     | Título          | Personagem                 | Ref        |
| ------- | --------------- | -------------------------- | ---------- |
| 2005    | América         | Nossa Senhora de Guadalupe | TV Globo   |
| 2006–07 | Antônia         | Barbarah                   | TV Globo   |
| 2007    | Sete Pecados    | Nalah                      | TV Globo   |
| 2011    | Aquele Beijo    | Grace Kelly de Souza       | TV Globo   |
| 2015    | Psi             | Kate                       | HBO Brasil |
| 2019–22 | Pico da Neblina | Kelly                      | HBO MAX    |
| 2019–23 | Sintonia        | MC Dondoka                 | Netflix    |
| 2024–25 | Clube SPELunca  | Suellen                    | HBO MAX    |

### Cinema

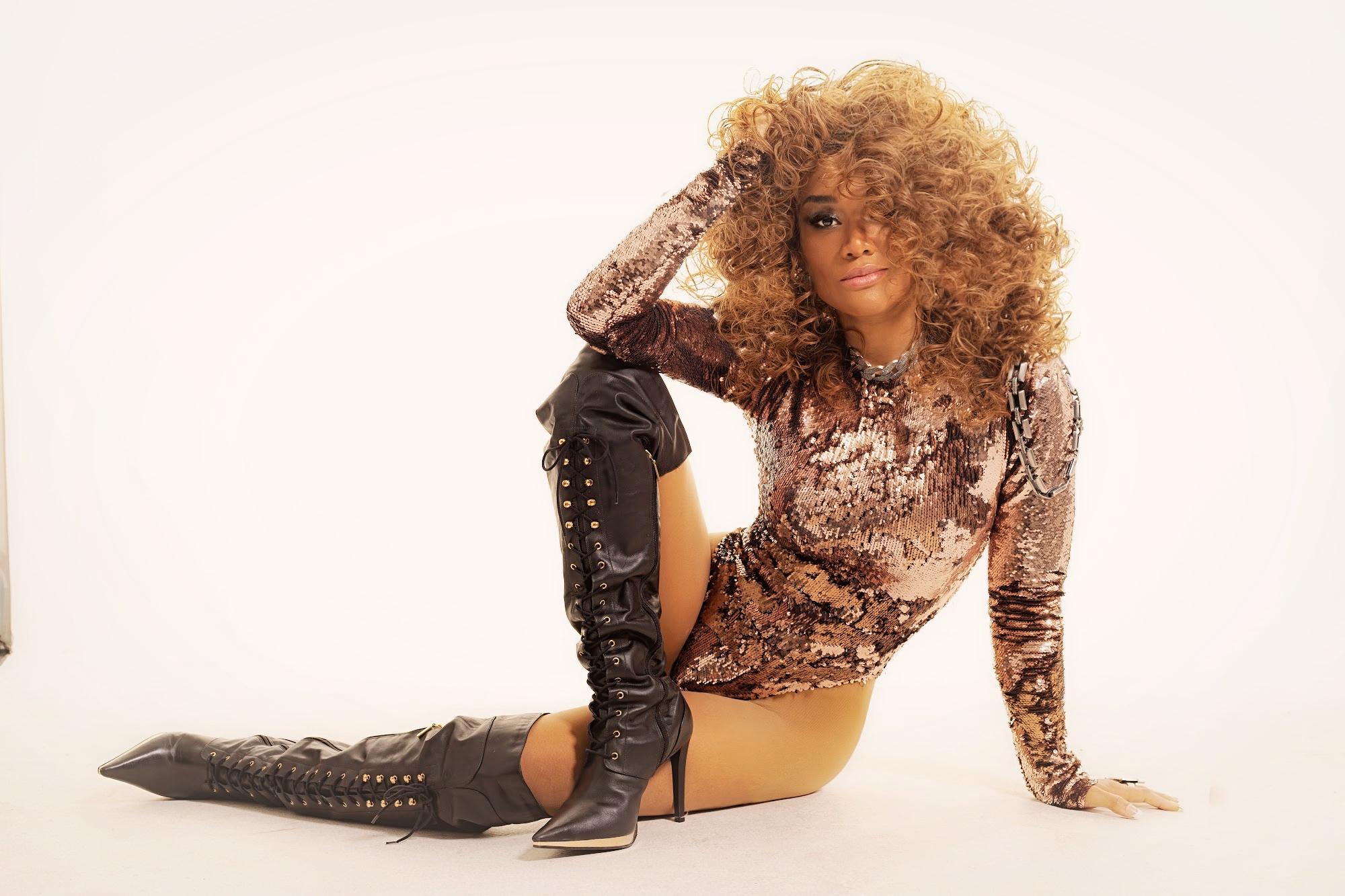

| Ano  | Título                  | Personagem | Ref.   |
| ---- | ----------------------- | ---------- | ------ |
| 2006 | Antônia                 | Barbarah   |        |
| 2009 | Quanto Dura o Amor?     | Michelle   |        |
| 2011 | Onde Está a Felicidade? | Sheila     |        |
| 2024 | Saudosa Maloca          | Iracema    | [ 16 ] |

### Teatro e Musicais
| Ano  | Titulo           | Personagem     | Ref          |
| ---- | ---------------- | -------------- | ------------ |
| 2009 | Rock Show        | Rock Woman     | Protagonista |
| 2012 | Thriller Live    | Leilah jackson | Protagonista |
| 2016 | Divas            | Dione          | Antagonista  |
| 2017 | Tour du Monde    | Singer         | Protagonista |
| 2023 | O Guarda Costas  | Rachel Marron  | Protagonista |
| 2024 | Legalmente Loira | Paulette       | Antagonista  |

## Discografia

### Álbuns de estúdio
- 2002: Meus Segredos
- 2003: Censurado
- 2006: VIP
- 2014: Alive EP Remix Versions

### Singles
- 2002: Não Tenho Hora Para Voltar #65
- 2002: Quero Você
- 2003: Vem Dançar #61
- 2004: Desapareça
- 2004: Se Rolar
- 2005: Se Não For Com Você
- 2006: Levanta a Mão (Jack Yor Body) #36
- 2006: We'll Be Forever"
- 2007: Rap Zone
- 2007: Quanto Mais Eu Fujo
- 2010: Rhythm Is a Dancer
- 2011: You're Not Here
- 2014: Alive
- 2014: Sente o Som (com Simply Complicated)
- 2021: De Loves (com Burn-O e DJ Milk)

## Turnês
Leilah foi precursora do LIVE VOCAL no Brasil aos 16 anos (2002)
- Meus Segredos - (2002)
- Censurado Pocket Show - (2004)
- Burlesque - (2006)
- Electronic Circus - (2007)
- Black Diamond - (2010)
- Neon Tour - (2012)
- Neon 3D Tour - (2013)
- Neo Soul Funk - (2015)
- Divas O musical - (2016)
- Tour du Monde - (2017 - 2018)
- Tina Doc Show - (2023)